# Liste der NBA-Spieler mit den meisten erzielten Punkten

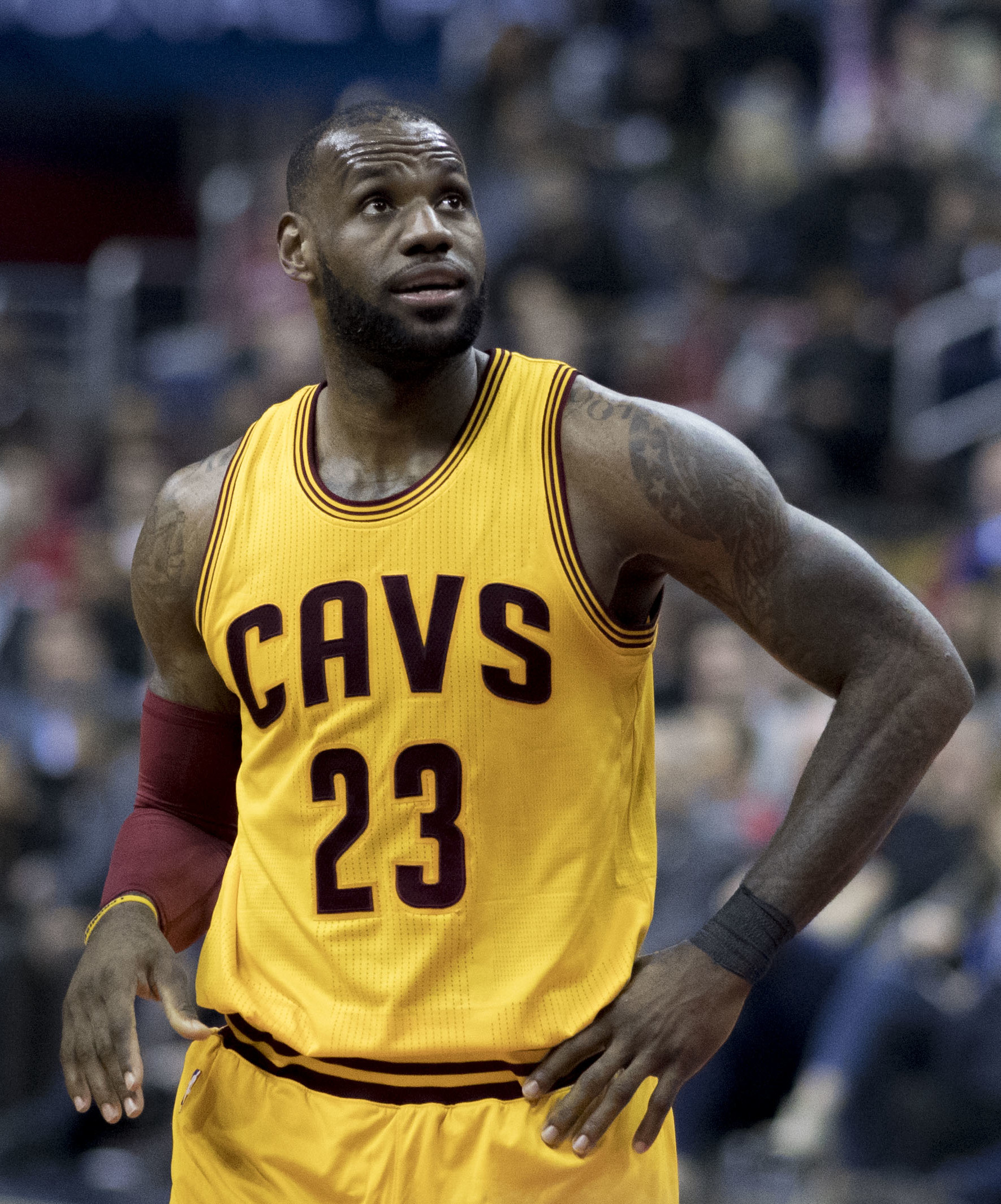
LeBron James, der bestplatzierte Spieler

Diese Liste zeigt eine Übersicht der NBA-Spieler mit den meisten in ihrer Karriere erzielten Punkten. Die Liste enthält alle nordamerikanischen Spieler mit mindestens 16.000 Punkten sowie alle internationalen Spieler, die in der NBA mindestens 12.000 Punkte erzielt haben (grau hinterlegt). Diese Liste berücksichtigt nur Punkte aus Spielen der regulären Saison. Spiele der Play-offs bleiben unberücksichtigt.

## Legende
- Platz: Ranglistenplatz gemessen an der Gesamtpunktzahl
- Name: Vollständiger Name des Spielers.
- Nat. (Nationalität): Die Nationalität des Spielers.
- Pos. (Position): Position im Spiel, die der Spieler überwiegend einnahm (PG = Point Guard | SG = Shooting Guard | SF = Small Forward | PF = Power Forward | C = Center). Hier sind Mehrfachnennungen möglich.
- Mannschaft (Spielzeiten): Auflistung aller NBA-Mannschaften, für die der Spieler aktiv war. In Klammern werden die Spielzeiten angegeben.
- Treffer aus dem Feld: Anzahl der aus dem laufenden Spiel heraus getroffenen Würfe. Dazu zählen Zwei- und Dreipunktwürfe, nicht aber Freiwürfe. Diese Spalte enthält die Anzahl der getroffenen Würfe, nicht der dafür erhaltenen Punkte.
- Dreipunktwürfe: Anzahl der getroffenen Dreipunktwürfe (in der NBA 1979 eingeführt). Eine Null zeigt an, dass dem Spieler das Erzielen von Dreipunktwürfen möglich gewesen wäre.
- Freiwürfe: Anzahl der getroffenen Freiwürfe.
- Punkte Gesamt: Summe aller durch Zwei- und Dreipunktwürfe sowie Freiwürfe erzielten Punkte.
- ∅ Punkte pro Spiel: Durchschnittliche erzielte Punkte pro Spiel. Berechnet durch die Gesamtzahl der erzielten Punkte geteilt durch alle absolvierten Spiele. Es erfolgt eine mathematische Rundung auf eine Nachkommastelle.
- Aufnahme in die Basketball Hall of Fame: Jahr der Aufnahme in die Naismith Memorial Basketball Hall of Fame als Spieler (erfolgt frühestens im vierten Jahr nach Beendigung der aktiven Karriere oder nach Tod des Spielers).
- Noch aktive Spieler sind in Fettschrift hervorgehoben.

## Liste
Einheitlicher Stand aller Einträge: 4. März 2025

| Platz | Name                  | Nat.                                            | Pos.  | Mannschaft (Spielzeiten) | Spiele | Treffer aus dem Feld | Dreipunkt- würfe | Frei- würfe | Punkte Gesamt | ∅ Punkte pro Spiel | Aufnahme in die Basketball Hall of Fame |
| ----- | --------------------- | ----------------------------------------------- | ----- | --- | ------ | -------------------- | ---------------- | ----------- | ------------- | ------------------ | --------------------------------------- |
| 01    | LeBron James          | Vereinigte Staaten                              | SF    | Cleveland Cavaliers (2003/04–2009/10) Miami Heat (2010/11–2013/14) Cleveland Cavaliers (2014/15–2017/18) Los Angeles Lakers (2018/19–) | 1.548  | 15.370               | 2.540            | 8.591       | 41.871        | 27,0               | noch nicht möglich                      |
| 02    | Kareem Abdul-Jabbar   | Vereinigte Staaten                              | C     | Milwaukee Bucks (1969/70–1974/75) Los Angeles Lakers (1975/76–1988/89) | 1.560  | 15.837               | 1                | 6.712       | 38.387        | 24,6               | 1995                                    |
| 03    | Karl Malone           | Vereinigte Staaten                              | PF    | Utah Jazz (1985/86–2002/03) Los Angeles Lakers (2003/04) | 1.476  | 13.528               | 85               | 9.787       | 36.928        | 25,0               | 2010                                    |
| 04    | Kobe Bryant           | Vereinigte Staaten                              | SG    | Los Angeles Lakers (1996/97–2015/16) | 1.346  | 11.719               | 1.827            | 8.378       | 33.643        | 25,0               | 2020                                    |
| 05    | Michael Jordan        | Vereinigte Staaten                              | SG    | Chicago Bulls (1984/85–1992/93, 1994/95–1997/98) Washington Wizards (2001/02–2002/03) | 1.072  | 12.192               | 581              | 7.327       | 32.292        | 30,1               | 2009                                    |
| 06    | Dirk Nowitzki         | Deutschland                                     | PF    | Dallas Mavericks (1998/99–2018/19) | 1.522  | 11.169               | 1.982            | 7.240       | 31.560        | 20,7               | 2023                                    |
| 07    | Wilt Chamberlain      | Vereinigte Staaten                              | C     | Philadelphia Warriors (1959/60–1964/65) Philadelphia 76ers (1964/65–1967/68) Los Angeles Lakers (1968/69–1972/73) | 1.045  | 12.681               | —                | 6.057       | 31.419        | 30,1               | 1979                                    |
| 08    | Kevin Durant          | Vereinigte Staaten                              | SF/PF | Seattle SuperSonics (2007/08) Oklahoma City Thunder (2008/09–2015/16) Golden State Warriors (2016/17–2018/19) Brooklyn Nets (2019/20–2022/23) Phoenix Suns (2023/24–) | 1.110  | 10.428               | 2.150            | 7.234       | 30.240        | 27,2               | noch nicht möglich                      |
| 09    | Shaquille O’Neal      | Vereinigte Staaten                              | C     | Orlando Magic (1992/93–1995/96) Los Angeles Lakers (1996/97–2003/04) Miami Heat (2004/05–2007/08) Phoenix Suns (2007/08–2008/09) Cleveland Cavaliers (2009/10) Boston Celtics (2010/11) | 1.207  | 11.330               | 1                | 5.935       | 28.596        | 23,7               | 2016                                    |
| 010   | Carmelo Anthony       | Vereinigte Staaten                              | SF/PF | Denver Nuggets (2003/04–2010/11) New York Knicks (2010/11–2016/17) Oklahoma City Thunder (2017/18) Houston Rockets (2018/19) Portland Trail Blazers (2019/20-2020/21) Los Angeles Lakers (2021/22) | 1.260  | 10.119               | 1.731            | 6.320       | 28.289        | 22,5               | noch nicht möglich                      |
| 011   | Moses Malone          | Vereinigte Staaten                              | C     | Buffalo Braves (1976/77) Houston Rockets (1976/77–1981/82) Philadelphia 76ers (1982/83–1985/86) Washington Bullets (1986/87–1987/88) Atlanta Hawks (1988/89–1990/91) Milwaukee Bucks (1991/92–1992/93) Philadelphia 76ers (1993/94) San Antonio Spurs (1994/95)                                                                                     | 1.329  | 9.435                | 8                | 8.531       | 27.409        | 20,6               | 2001                                    |
| 012   | Elvin Hayes           | Vereinigte Staaten                              | PF    | San Diego Rockets (1968/69–1971/72) Washington Bullets (1972/73–1980/81) Houston Rockets (1981/82–1983/84) | 1.303  | 10.976               | 5                | 5.356       | 27.313        | 21,0               | 1990                                    |
| 013   | James Harden          | Vereinigte Staaten                              | SG    | Oklahoma City Thunder (2009/10–2011/12) Houston Rockets (2012/13–2020/21) Brooklyn Nets (2020/21–2021/22) Philadelphia 76ers (2021/22–2022/23) Los Angeles Clippers (2023/24–) | 1.130  | 8.008                | 3.106            | 8.014       | 27.136        | 24,0               | noch nicht möglich                      |
| 014   | Hakeem Olajuwon       | Nigeria Vereinigte Staaten                      | C     | Houston Rockets (1984/85–2000/01) Toronto Raptors (2001/02) | 1.238  | 10.749               | 25               | 5.423       | 26.946        | 21,8               | 2008                                    |
| 015   | Oscar Robertson       | Vereinigte Staaten                              | PG    | Cincinnati Royals (1960/61–1969/70) Milwaukee Bucks (1970/71–1973/74) | 1.040  | 9.508                | —                | 7.694       | 26.710        | 25,7               | 1980                                    |
| 016   | Dominique Wilkins     | Vereinigte Staaten                              | SF    | Atlanta Hawks (1982/83–1993/94) Los Angeles Clippers (1993/94) Boston Celtics (1994/95) San Antonio Spurs (1996/97) Orlando Magic (1998/99) | 1.074  | 9.963                | 711              | 6.031       | 26.668        | 24,8               | 2006                                    |
| 017   | Tim Duncan            | Jungferninseln Amerikanische Vereinigte Staaten | PF/C  | San Antonio Spurs (1997/98–2015/16) | 1.392  | 10.285               | 30               | 5.896       | 26.496        | 19,0               | 2020                                    |
| 018   | Paul Pierce           | Vereinigte Staaten                              | SF    | Boston Celtics (1998/99–2012/13) Brooklyn Nets (2013/14) Washington Wizards (2014/15) Los Angeles Clippers (2015/2016–2016/17) | 1.343  | 8.668                | 2.143            | 6.918       | 26.397        | 19,7               | 2021                                    |
| 019   | John Havlicek         | Vereinigte Staaten                              | SF    | Boston Celtics (1962/63–1977/78) | 1.270  | 10.513               | —                | 5.369       | 26.395        | 20,8               | 1984                                    |
| 020   | Kevin Garnett         | Vereinigte Staaten                              | PF    | Minnesota Timberwolves (1995/96–2006/07) Boston Celtics (2007/08–2012/13) Brooklyn Nets (2013/14–2014/15) Minnesota Timberwolves (2014/15–2015/16) | 1.462  | 10.505               | 174              | 4.887       | 26.071        | 17,8               | 2020                                    |
| 021   | Russell Westbrook     | Vereinigte Staaten                              | PG    | Oklahoma City Thunder (2008/09–2018/19) Houston Rockets (2019/20-2019/20) Washington Wizards (2020/21-2020/21) Los Angeles Lakers (2021/22-2022/23) Los Angeles Clippers (2023/24) Denver Nuggets (2024/25-) | 1.216  | 9.314                | 1.336            | 5.932       | 25.896        | 21,3               | noch nicht möglich                      |
| 022   | Vince Carter          | Vereinigte Staaten                              | SG/SF | Toronto Raptors (1998/99–2004/05) New Jersey Nets (2004/05–2008/09) Orlando Magic (2009/10–2010/11) Phoenix Suns (2010/11) Dallas Mavericks (2011/12–2013/14) Memphis Grizzlies (2014/15–2016/17) Sacramento Kings (2017/18) Atlanta Hawks (2018/19–2019/20)                                                                                        | 1.541  | 9.293                | 2.290            | 4.852       | 25.728        | 16,7               | 2024                                    |
| 023   | Alex English          | Vereinigte Staaten                              | SF/PF | Milwaukee Bucks (1976/77–1977/78) Indiana Pacers (1978/79–1979/80) Denver Nuggets (1979/80–1989/90) Dallas Mavericks (1990/91) | 1.193  | 10.659               | 18               | 4.277       | 25.613        | 21,5               | 1997                                    |
| 024   | Reggie Miller         | Vereinigte Staaten                              | SG    | Indiana Pacers (1987/88–2004/05) | 1.389  | 8.241                | 2.560            | 6.237       | 25.279        | 18,2               | 2012                                    |
| 025   | Jerry West            | Vereinigte Staaten                              | PG/SG | Los Angeles Lakers (1960/61–1973/74) | 932    | 9.016                | —                | 7.160       | 25.192        | 27,0               | 1980                                    |
| 026   | Stephen Curry         | Vereinigte Staaten                              | PG    | Golden State Warriors (2009/10–) | 1009   | 8.510                | 3.982            | 3.943       | 24.945        | 24,7               | noch nicht möglich                      |
| 027   | Patrick Ewing         | Jamaika Vereinigte Staaten                      | C     | New York Knicks (1985/86–1999/2000) Seattle SuperSonics (2000/01) Orlando Magic (2001/02) | 1.183  | 9.702                | 19               | 5.392       | 24.815        | 21,0               | 2008                                    |
| 028   | DeMar DeRozan         | Vereinigte Staaten                              | SF/SG | Toronto Raptors (2009/10–2017/18) San Antonio Spurs (2018/19-2020/21) Chicago Bulls (2021/22–2023/24) Sacramento Kings (2024/25–) | 1.165  | 8.882                | 588              | 6.437       | 24.789        | 21,3               | noch nicht möglich                      |
| 029   | Ray Allen             | Vereinigte Staaten                              | SG    | Milwaukee Bucks (1996/97–2002/03) Seattle SuperSonics (2002/03–2006/07) Boston Celtics (2007/08–2011/12) Miami Heat (2012/13–2014/15) | 1.300  | 8.567                | 2.973            | 4.398       | 24.505        | 18,9               | 2018                                    |
| 030   | Allen Iverson         | Vereinigte Staaten                              | SG/PG | Philadelphia 76ers (1996/97–2006/07) Denver Nuggets (2006/07–2008/09) Detroit Pistons (2008/09) Memphis Grizzlies (2009/10) Philadelphia 76ers (2009/10) | 914    | 8.467                | 1.059            | 6.375       | 24.368        | 26,7               | 2016                                    |
| 031   | Charles Barkley       | Vereinigte Staaten                              | PF    | Philadelphia 76ers (1984/85–1991/92) Phoenix Suns (1992/93–1995/96) Houston Rockets (1996/97–1999/2000) | 1.073  | 8.435                | 538              | 6.349       | 23.757        | 22,1               | 2006                                    |
| 032   | Robert Parish         | Vereinigte Staaten                              | C     | Golden State Warriors (1976/77–1979/80) Boston Celtics (1980/81–1992/93) Charlotte Hornets (1994/95–1995/96) Chicago Bulls (1996/97) | 1.611  | 9.614                | 0                | 4.106       | 23.334        | 14,5               | 2003                                    |
| 033   | Adrian Dantley        | Vereinigte Staaten                              | SF    | Buffalo Braves (1976/77) Indiana Pacers (1977/78) Los Angeles Lakers (1977/78–1978/79) Utah Jazz (1979/80–1985/86) Detroit Pistons (1986/87–1988/89) Dallas Mavericks (1988/89–1989/90) Milwaukee Bucks (1990/91) | 955    | 8.169                | 7                | 6.832       | 23.177        | 24,3               | 2008                                    |
| 034   | Dwyane Wade           | Vereinigte Staaten                              | SG    | Miami Heat (2003/04–2015/16) Chicago Bulls (2016/17) Cleveland Cavaliers (2017/18) Miami Heat (2017/18–2018/19) | 1.054  | 8.454                | 549              | 5.708       | 23.165        | 22,0               | 2023                                    |
| 035   | Elgin Baylor          | Vereinigte Staaten                              | SF    | Los Angeles Lakers (1958/59–1971/72) | 846    | 8.693                | —                | 5.763       | 23.149        | 27,4               | 1977                                    |
| 036   | Chris Paul            | Vereinigte Staaten                              | PG    | New Orleans Hornets (2005/06–2010/11) Los Angeles Clippers (2011/12–2016/17) Houston Rockets (2017/18–2018/19) Oklahoma City Thunder (2019/20) Phoenix Suns (2020/21–2022/23) Golden State Warriors (2023/24) San Antonio Spurs (2024/25–) | 1.332  | 8.077                | 1.824            | 4.848       | 22.826        | 17,1               | noch nicht möglich                      |
| 037   | Damian Lillard        | Vereinigte Staaten                              | PG    | Portland Trail Blazers (2012/13–2022/23) Milwaukee Bucks (2023/24–) | 892    | 7.212                | 2.780            | 5.215       | 22.419        | 25,1               | noch nicht möglich                      |
| 038   | Clyde Drexler         | Vereinigte Staaten                              | SG    | Portland Trail Blazers (1983/84–1994/95) Houston Rockets (1994/95–1997/98) | 1.086  | 8.335                | 827              | 4.698       | 22.195        | 20,4               | 2004                                    |
| 039   | Gary Payton           | Vereinigte Staaten                              | PG    | Seattle SuperSonics (1990/91–2002/03) Milwaukee Bucks (2002/03) Los Angeles Lakers (2003/04) Boston Celtics (2004/05) Miami Heat (2005/06–2006/07) | 1.335  | 8.708                | 1.132            | 3.265       | 21.813        | 16,3               | 2013                                    |
| 040   | Larry Bird            | Vereinigte Staaten                              | SF/PF | Boston Celtics (1979/80–1991/92) | 897    | 8.591                | 649              | 3.960       | 21.791        | 24,3               | 1998                                    |
| 041   | Hal Greer             | Vereinigte Staaten                              | SG/PG | Philadelphia 76ers (1958/59–1973/74) | 1.122  | 8.504                | —                | 4.578       | 21.586        | 19,2               | 1982                                    |
| 042   | Walt Bellamy          | Vereinigte Staaten                              | C     | Baltimore Bullets (1961/62–1965/66) New York Knicks (1965/66–1968/69) Detroit Pistons (1968/69–1969/70) Atlanta Hawks (1969/70–1973/74) New Orleans Jazz (1974/75) | 1.043  | 7.914                | —                | 5.113       | 20.941        | 20,1               | 1993                                    |
| 043   | Pau Gasol             | Spanien                                         | PF/C  | Memphis Grizzlies (2001/02–2007/08) Los Angeles Lakers (2007/08–2013/14) Chicago Bulls (2014/15–2015/16) San Antonio Spurs (2016/17–2018/19) Milwaukee Bucks (2018/19) | 1.226  | 7.980                | 179              | 4.755       | 20.894        | 17,0               | 2023                                    |
| 044   | Bob Pettit            | Vereinigte Staaten                              | PF/C  | Saint Louis Hawks (1954/55–1964/65) | 792    | 7.349                | —                | 6.182       | 20.880        | 26,4               | 1971                                    |
| 045   | David Robinson        | Vereinigte Staaten                              | C     | San Antonio Spurs (1989/90–2002/03) | 987    | 7.365                | 25               | 6.035       | 20.790        | 21,1               | 2009                                    |
| 046   | George Gervin         | Vereinigte Staaten                              | SF/SG | San Antonio Spurs (1976/77–1984/85) Chicago Bulls (1985/86) | 791    | 8.045                | 77               | 4.541       | 20.708        | 26,2               | 1996                                    |
| 047   | LaMarcus Aldridge     | Vereinigte Staaten                              | PF/C  | Portland Trail Blazers (2006/07–2014/15) San Antonio Spurs (2015/16–2020/21) Brooklyn Nets (2021) Brooklyn Nets (2020/21) | 1.076  | 8.311                | 227              | 3.709       | 20.558        | 19,1               | noch nicht möglich                      |
| 048   | Mitch Richmond        | Vereinigte Staaten                              | SG    | Golden State Warriors (1988/89–1990/91) Sacramento Kings (1991/92–1997/98) Washington Wizards (1998/99–2000/01) Los Angeles Lakers (2001/02) | 976    | 7.305                | 1.326            | 4.561       | 20.497        | 21,0               | 2014                                    |
| 049   | Joe Johnson           | Vereinigte Staaten                              | SG/SF | Boston Celtics (2001/02) Phoenix Suns (2001/02–2004/05) Atlanta Hawks (2005/06–2011/12) Brooklyn Nets (2012/13–2015/16) Miami Heat (2015/16–2015/16) Utah Jazz (2016/17–2017/18) Houston Rockets (2017/18) Boston Celtics (2020/21–) | 1.277  | 7.823                | 1.978            | 2.783       | 20.407        | 16,0               | noch nicht möglich                      |
| 050   | Tom Chambers          | Vereinigte Staaten                              | PF    | San Diego Clippers (1981/82–1982/83) Seattle SuperSonics (1983/84–1987/88) Phoenix Suns (1988/89–1992/93) Utah Jazz (1993/94–1994/95) Charlotte Hornets (1996/97) Philadelphia 76ers (1997/98) | 1.107  | 7.378                | 227              | 5.066       | 20.049        | 18,1               | —                                       |
| 051   | Antawn Jamison        | Vereinigte Staaten                              | PF/SF | Golden State Warriors (1997/98–2002/03) Dallas Mavericks (2003/04) Washington Wizards (2004/05–2009/10) Cleveland Cavaliers (2009/10–2011/12) Los Angeles Lakers (2012/13) Los Angeles Clippers (2013/14) | 1.083  | 7.679                | 1.163            | 3.521       | 20.042        | 18,5               | —                                       |
| 052   | Giannis Antetokounmpo | Griechenland                                    | PF    | Milwaukee Bucks (2013/14–) | 840    | 7.318                | 536              | 4.806       | 19.978        | 23,8               | noch nicht möglich                      |
| 053   | John Stockton         | Vereinigte Staaten                              | PG    | Utah Jazz (1984/85–2002/03) | 1.504  | 7.039                | 845              | 4.788       | 19.711        | 13,1               | 2009                                    |
| 054   | Bernard King          | Vereinigte Staaten                              | SF    | New Jersey Nets (1977/78–1978/79) Utah Jazz (1979/80) Golden State Warriors (1980/81–1981/82) New York Knicks (1982/83–1984/85, 1986/87) Washington Bullets (1987/88–1990/91) New Jersey Nets (1992/93) | 874    | 7.830                | 23               | 3.972       | 19.655        | 22,5               | 2013                                    |
| 055   | Clifford Robinson     | Vereinigte Staaten                              | PF    | Portland Trail Blazers (1989/90–1996/97) Phoenix Suns (1997/98–2000/01) Detroit Pistons (2001/02–2002/03) Golden State Warriors (2003/04–2004/05) New Jersey Nets (2004/05–2006/07) | 1.380  | 7.389                | 1.253            | 3.560       | 19.591        | 14,2               | —                                       |
| 056   | Walter Davis          | Vereinigte Staaten                              | SF/SG | Phoenix Suns (1978/79–1987/88) Denver Nuggets (1988/89–1990/91) Portland Trail Blazers (1990/91) Denver Nuggets (1991/92) | 1.033  | 8.118                | 157              | 3.128       | 19.521        | 18,9               | —                                       |
| 057   | Dwight Howard         | Vereinigte Staaten                              | C     | Orlando Magic (2004/05–2011/12) Los Angeles Lakers (2012/13) Houston Rockets (2013/14–2015/16) Atlanta Hawks (2016/17) Charlotte Hornets (2017/18) Washington Wizards (2018/19) Los Angeles Lakers (2019/20) Philadelphia 76ers (2020/21) Los Angeles Lakers (2021/22)                                                                              | 1.242  | 7.051                | 22               | 5.361       | 19.485        | 15,7               | noch nicht möglich                      |
| 058   | Tony Parker           | Frankreich                                      | PG    | San Antonio Spurs (2001/02–2017/18) Charlotte Hornets (2018/19) | 1.254  | 7.777                | 519              | 3.400       | 19.473        | 15,5               | 2023                                    |
| 059   | Terry Cummings        | Vereinigte Staaten                              | PF    | San Diego Clippers (1982/83–1983/84) Milwaukee Bucks (1984/85–1988/89) San Antonio Spurs (1989/90–1994/95) Milwaukee Bucks (1995/96) Seattle SuperSonics (1996/97) Philadelphia 76ers (1997/98) New York Knicks (1997/98) Golden State Warriors (2000/01)                                                                                           | 1.183  | 8.045                | 44               | 3.326       | 19.460        | 16,4               | —                                       |
| 060   | Jamal Crawford        | Vereinigte Staaten                              | SG/PG | Chicago Bulls (2000/01–2003/04) New York Knicks (2004/05–2008/09) Golden State Warriors (2008/09) Atlanta Hawks (2009/10–2010/11) Portland Trail Blazers (2011/12) Los Angeles Clippers (2012/13–2016/17) Minnesota Timberwolves (2017/18) Phoenix Suns (2018/19)                                                                                   | 1.327  | 6.752                | 2.221            | 3.694       | 19.419        | 14,6               | noch nicht möglich                      |
| 061   | Bob Lanier            | Vereinigte Staaten                              | C     | Detroit Pistons (1970/71–1979/80) Milwaukee Bucks (1979/80–1983/84) | 959    | 7.761                | 2                | 3.724       | 19.248        | 20,1               | 1992                                    |
| 062   | Eddie Johnson         | Vereinigte Staaten                              | SF    | Kansas City Kings (1981/82–1986/87) Phoenix Suns (1987/88–1990/91) Seattle SuperSonics (1990/91–1992/93) Charlotte Hornets (1993/94) Indiana Pacers (1995/96–1996/97) Houston Rockets (1996/97–1998/99) | 1.199  | 7.727                | 562              | 3.186       | 19.202        | 16,0               | —                                       |
| 063   | Gail Goodrich         | Vereinigte Staaten                              | SG    | Los Angeles Lakers (1965/66–1967/68) Phoenix Suns (1968/69–1969/70) Los Angeles Lakers (1970/71–1975/76) New Orleans Jazz (1976/77–1978/79) | 1.031  | 7.431                | —                | 4.319       | 19.181        | 18,6               | 1996                                    |
| 064   | Reggie Theus          | Vereinigte Staaten                              | SG/PG | Chicago Bulls (1978/79–1983/84) Kansas City Kings (1983/84–1987/88) Atlanta Hawks (1988/89) Orlando Magic (1989/90) New Jersey Nets (1990/91) | 1.026  | 7.057                | 238              | 4.663       | 19.015        | 18,5               | —                                       |
| 065   | Dale Ellis            | Vereinigte Staaten                              | SF/SG | Dallas Mavericks (1983/84–1985/86) Seattle SuperSonics (1986/87–1990/91) Milwaukee Bucks (1990/91–1991/92) San Antonio Spurs (1992/93–1993/94) Denver Nuggets (1994/95–1996/97) Seattle SuperSonics (1997/98–1998/99) Milwaukee Bucks (1999/2000) Charlotte Hornets (1999/2000)                                                                     | 1.209  | 7.323                | 1.719            | 2.639       | 19.004        | 15,7               | —                                       |
| 066   | Scottie Pippen        | Vereinigte Staaten                              | SF    | Chicago Bulls (1987/88–1997/98) Houston Rockets (1998/99) Portland Trail Blazers (1999/2000–2002/03) Chicago Bulls (2003/04) | 1.178  | 7.420                | 978              | 3.122       | 18.940        | 16,1               | 2010                                    |
| 067   | Jason Terry           | Vereinigte Staaten                              | SG/PG | Atlanta Hawks (1999/2000–2003/04) Dallas Mavericks (2004/05–2011/12) Boston Celtics (2012/13) Brooklyn Nets (2013/14) Houston Rockets (2014/15–2015/16) Milwaukee Bucks (2016/17–2017/18) | 1.410  | 6.914                | 2.282            | 2.771       | 18.881        | 13,4               | noch nicht möglich                      |
| 068   | Chet Walker           | Vereinigte Staaten                              | SF    | Philadelphia 76ers (1962/63–1968/69) Chicago Bulls (1969/70–1974/75) | 1.032  | 6.876                | —                | 5.079       | 18.831        | 18,2               | 2012                                    |
| 069   | Anthony Davis         | Vereinigte Staaten                              | PF/C  | New Orleans Hornets (2012/13–2018/19) Los Angeles Lakers (2019/20–2024/25) Dallas Mavericks (2024/25–) | 779    | 7.040                | 370              | 4.374       | 18.824        | 24,2               | noch nicht möglich                      |
| 069   | Isiah Thomas          | Vereinigte Staaten                              | PG    | Detroit Pistons (1981/82–1993/94) | 979    | 7.194                | 398              | 4.036       | 18.822        | 19,2               | 2000                                    |
| 070   | Bob McAdoo            | Vereinigte Staaten                              | PF/C  | Buffalo Braves (1972/73–1976/77) New York Knicks (1976/77–1978/79) Boston Celtics (1978/79) Detroit Pistons (1979/80) New Jersey Nets (1979/80) Los Angeles (1981/82–1984/85) Philadelphia 76ers (1985/86) | 852    | 7.420                | 3                | 3.944       | 18.787        | 22,1               | 2000                                    |
| 072   | Paul George           | Vereinigte Staaten                              | SF    | Indiana Pacers (2010/11–2016/17) Oklahoma City Thunder (2017/18–2018/19) Los Angeles Clippers (2019/20–2023/24) Philadelphia 76ers (2024/25–) | 908    | 6.400                | 2.349            | 3.548       | 18.697        | 20,6               | noch nicht möglich                      |
| 073   | Zach Randolph         | Vereinigte Staaten                              | PF    | Portland Trail Blazers (2001/02–2006/07) New York Knicks (2007/08–2008/09) Los Angeles Clippers (2008/09) Memphis Grizzlies (2009/10–2016/17) Sacramento Kings (2017/18) | 1.116  | 7.436                | 199              | 3.507       | 18.578        | 16,6               | noch nicht möglich                      |
| 074   | Mark Aguirre          | Vereinigte Staaten                              | SF    | Dallas Mavericks (1981/82–1988/89) Detroit Pistons (1988/89–1992/93) Los Angeles Clippers (1993/94) | 923    | 7.201                | 392              | 3.664       | 18.458        | 20,0               | —                                       |
| 075   | Dolph Schayes         | Vereinigte Staaten                              | PF    | Syracuse Nationals (1949/50–1963/64) | 996    | 5.863                | —                | 6.712       | 18.438        | 18,5               | 1973                                    |
| 076   | Kyrie Irving          | Australien Vereinigte Staaten                   | PG    | Cleveland Cavaliers (2011/12–2016/17) Boston Celtics (2017/18) Brooklyn Nets (2019/20–2022/23) Dallas Mavericks (2022/23–) | 779    | 6.787                | 1.876            | 2.983       | 18.433        | 23,7               | noch nicht möglich                      |
| 077   | Rick Barry            | Vereinigte Staaten                              | SF    | San Francisco Warriors (1965/66–1966/67) Golden State Warriors (1972/73–1977/78) Houston Rockets (1978/79–1979/80) | 794    | 7.252                | 73               | 3.818       | 18.395        | 23,2               | 1987                                    |
| 078   | Tracy McGrady         | Vereinigte Staaten                              | SF/SG | Toronto Raptors (1997/98–1999/2000) Orlando Magic (2000/01–2003/04) Houston Rockets (2004/05–2009/10) New York Knicks (2009/10) Detroit Pistons (2010/11) Atlanta Hawks (2011/12) | 938    | 6.709                | 1.081            | 3.882       | 18.381        | 19,6               | 2017                                    |
| 079   | Julius Erving         | Vereinigte Staaten                              | SF    | Philadelphia 76ers (1976/77–1986/87) | 836    | 7.237                | 46               | 3.844       | 18.364        | 22,0               | 1993                                    |
| 080   | Glen Rice             | Vereinigte Staaten                              | SF    | Miami Heat (1989/90–1994/95) Charlotte Hornets (1995/96–1997/98) Los Angeles Lakers (1998/99–1999/2000) New York Knicks (2000/01) Houston Rockets (2001/02–2002/03) Los Angeles Clippers (2003/04) | 1.000  | 6.776                | 1.559            | 3.225       | 18.336        | 18,3               | —                                       |
| 081   | Dave Bing             | Vereinigte Staaten                              | PG    | Detroit Pistons (1966/67–1974/75) Washington Bullets (1975/76–1976/77) Boston Celtics (1977/78) | 901    | 6.962                | —                | 4.403       | 18.327        | 20,3               | 1990                                    |
| 082   | World B. Free         | Vereinigte Staaten                              | SG    | Philadelphia 76ers (1975/76–1977/78) San Diego Clippers (1978/79–1979/80) Golden State Warriors (1980/81–1982/83) Cleveland Cavaliers (1982/83–1985/86) Philadelphia 76ers (1986/87) Houston Rockets (1987/88) | 886    | 6.512                | 213              | 4.718       | 17.955        | 20,3               | —                                       |
| 083   | Calvin Murphy         | Vereinigte Staaten                              | PG    | Houston Rockets (1970/71–1982/83) | 1.002  | 7.247                | 10               | 3.445       | 17.949        | 17,9               | 1993                                    |
| 084   | Lou Hudson            | Vereinigte Staaten                              | SF/SG | Atlanta Hawks (1966/67–1976/77) Los Angeles Lakers (1977/78–1978/79) | 890    | 7.392                | —                | 3.156       | 17.940        | 20,2               | —                                       |
| 085   | Chris Mullin          | Vereinigte Staaten                              | SF    | Golden State Warriors (1985/86–1996/97) Indiana Pacers (1997/98–1999/2000) Golden State Warriors (2000/01) | 986    | 6.740                | 815              | 3.616       | 17.911        | 18,2               | 2011                                    |
| 086   | Lenny Wilkens         | Vereinigte Staaten                              | PG    | St. Louis Hawks (1960/61–1967/68) Seattle SuperSonics (1968/69–1971/72) Cleveland Cavaliers (1972/73–1973/74) Portland Trail Blazers (1974/75) | 1.077  | 6.189                | —                | 5.394       | 17.772        | 16,5               | 1989                                    |
| 087   | Bailey Howell         | Vereinigte Staaten                              | PF/SF | Detroit Pistons (1959/60–1963/64) Baltimore Bullets (1964/65–1965/66) Boston Celtics (1966/67–1969/70) Philadelphia 76ers (1970/71) | 950    | 6.515                | —                | 4.740       | 17.770        | 18,7               | 1997                                    |
| 088   | Magic Johnson         | Vereinigte Staaten                              | PG    | Los Angeles Lakers (1979/80–1990/91, 1995/96) | 906    | 6.211                | 325              | 4.960       | 17.707        | 19,5               | 2002                                    |
| 089   | Shawn Marion          | Vereinigte Staaten                              | SF/PF | Phoenix Suns (1999/2000–2007/08) Miami Heat (2007/08–2008/09) Toronto Raptors (2008/09) Dallas Mavericks (2009/10–2013/14) Cleveland Cavaliers (2014/15) | 1.163  | 7.289                | 791              | 2.331       | 17.700        | 15,2               | —                                       |
| 090   | Rudy Gay              | Vereinigte Staaten                              | SF/PF | Memphis Grizzlies (2006/07–2012/13) Toronto Raptors (2012/13–2013/14) Sacramento Kings (2013/14–2016/17) San Antonio Spurs (NBA 2017/18-2020/21) Utah Jazz (2021/22–2022/23) | 1.120  | 6.670                | 1.186            | 3.116       | 17.642        | 15,8               | noch nicht möglich                      |
| 091   | Rolando Blackman      | Vereinigte Staaten                              | SG    | Dallas Mavericks (1981/82–1991/92) New York Knicks (1992/93–1993/94) | 980    | 6.887                | 229              | 3.620       | 17.623        | 18,0               | —                                       |
| 092   | Otis Thorpe           | Vereinigte Staaten                              | PF/C  | Sacramento Kings (1984/85–1987/88) Houston Rockets (1988/89–1993/94) Portland Trail Blazers (1994/95) Detroit Pistons (1995/96–1996/97) Vancouver Grizzlies (1997/98) Sacramento Kings (1997/98) Washington Wizards (1998/99) Miami Heat (1999/2000) Charlotte Hornets (2000/01)                                                                    | 1.257  | 6.872                | 3                | 3.852       | 17.599        | 14,0               | —                                       |
| 093   | Jason Kidd            | Vereinigte Staaten                              | PG    | Dallas Mavericks (1994/95–1996/97) Phoenix Suns (1996/97–2000/01) New Jersey Nets (2001/02–2007/08) Dallas Mavericks (2007/08–2011/12) New York Knicks (2012/13) | 1.391  | 6.219                | 1.988            | 3.103       | 17.529        | 12,6               | 2018                                    |
| 094   | Earl Monroe           | Vereinigte Staaten                              | SG/PG | Baltimore Bullets (1967/68–1971/72) New York Knicks (1971/72–1979/80) | 926    | 6.906                | 0                | 3.642       | 17.454        | 18,8               | 1990                                    |
| 095   | Steve Nash            | Kanada                                          | PG    | Phoenix Suns (1996/97–1997/98) Dallas Mavericks (1998/99–2003/04) Phoenix Suns (2004/05–2011/12) Los Angeles Lakers (2012/13–2014/15) | 1.217  | 6.321                | 1.685            | 3.060       | 17.387        | 14,3               | 2018                                    |
| 096   | Kevin McHale          | Vereinigte Staaten                              | PF    | Boston Celtics (1980/81–1992/93) | 971    | 6.830                | 41               | 3.634       | 17.335        | 17,9               | 1999                                    |
| 097   | Michael Finley        | Vereinigte Staaten                              | SF/SG | Phoenix Suns (1995/96–1996/97) Dallas Mavericks (1996/97–2004/05) San Antonio Spurs (2005/06–2009/10) Boston Celtics (2009/10) | 1.103  | 6.696                | 1.454            | 2.460       | 17.306        | 15,7               | —                                       |
| 098   | Jack Sikma            | Vereinigte Staaten                              | C     | Seattle SuperSonics (1977/78–1985/86) Milwaukee Bucks (1986/87–1990/91) | 1.107  | 6.396                | 203              | 4.292       | 17.287        | 15,6               | 2019                                    |
| 099   | Kevin Willis          | Vereinigte Staaten                              | PF/C  | Atlanta Hawks (1984/85–1994/95) Miami Heat (1994/95–1995/96) Golden State Warriors (1995/96) Houston Rockets (1996/97–1997/98) Toronto Raptors (1998/99–2000/01) Denver Nuggets (2000/01) Houston Rockets (2001/02) San Antonio Spurs (2002/03–2003/04) Atlanta Hawks (2004/05) Dallas Mavericks (2006/07)                                          | 1.424  | 7.095                | 40               | 3.023       | 17.253        | 12,1               | —                                       |
| 0100  | Jeff Malone           | Vereinigte Staaten                              | SG    | Washington Bullets (1983/84–1989/90) Utah Jazz (1990/91–1993/94) Philadelphia 76ers (1993/94–1995/96) Miami Heat (1995/96) | 905    | 7.099                | 86               | 2.947       | 17.231        | 19,0               | —                                       |
| 0101  | Brook Lopez           | Vereinigte Staaten                              | C     | Brooklyn Nets (2008/09–2016/17) Los Angeles Lakers (2017/18) Milwaukee Bucks (2018/19–) | 1.084  | 6.564                | 1044             | 3.051       | 17.223        | 15,9               | noch nicht möglich                      |
| 0102  | Chris Bosh            | Vereinigte Staaten                              | PF    | Toronto Raptors (2003/04–2009/10) Miami Heat (2010/11–2015/16) | 893    | 6.209                | 305              | 4.466       | 17.189        | 19,2               | 2021                                    |
| 0103  | Chris Webber          | Vereinigte Staaten                              | PF/C  | Golden State Warriors (1993/94) Washington Bullets (1994/95–1997/98) Sacramento Kings (1998/99–2004/05) Philadelphia 76ers (2004/05–2006/07) Detroit Pistons (2006/07) Golden State Warriors (2007/08) | 831    | 7.192                | 264              | 2.534       | 17.182        | 20,7               | 2021                                    |
| 0104  | Grant Hill            | Vereinigte Staaten                              | SF    | Detroit Pistons (1994/95–1999/2000) Orlando Magic (2000/01–2006/07) Phoenix Suns (2007/08–2011/12) Los Angeles Clippers (2012/13) | 1.026  | 6.345                | 219              | 4.228       | 17.137        | 16,7               | 2018                                    |
| 0105  | Bradley Beal          | Vereinigte Staaten                              | SG    | Washington Wizards (2012/13–2022/23) Phoenix Suns (2023/24–) | 791    | 6.291                | 1.700            | 2.831       | 17.113        | 21,6               | noch nicht möglich                      |
| 0106  | Bob Cousy             | Vereinigte Staaten                              | PG    | Boston Celtics (1950/51–1962/63) Cincinnati Royals (1969/70) | 924    | 6.168                | —                | 4.624       | 16.960        | 18,4               | 1971                                    |
| 0107  | Elton Brand           | Vereinigte Staaten                              | PF/C  | Chicago Bulls (1999/2000–2000/01) Los Angeles Clippers (2001/02–2007/08) Philadelphia 76ers (2008/09–2011/12) Dallas Mavericks (2012/13) Atlanta Hawks (2013/14–2014/15) Philadelphia 76ers (2015/16) | 1.058  | 6.599                | 2                | 3.627       | 16.827        | 15,9               | —                                       |
| 0108  | Buck Williams         | Vereinigte Staaten                              | PF    | New Jersey Nets (1981/82–1988/89) Portland Trail Blazers (1989/90–1995/96) New York Knicks (1996/97–1997/98) | 1.307  | 6.404                | 5                | 3.971       | 16.784        | 12,8               | —                                       |
| 0109  | Latrell Sprewell      | Vereinigte Staaten                              | SG/SF | Golden State Warriors (1992/93–1997/98) New York Knicks (1998/99–2002/03) Minnesota Timberwolves (2003/04–2004/05) | 913    | 6.076                | 1.104            | 3.456       | 16.712        | 18,3               | —                                       |
| 0110  | Nate Archibald        | Vereinigte Staaten                              | PG    | Cincinnati Royals (1970/71–1975/76) New York Nets (1976/77) Boston Celtics (1978/79–1982/83) Milwaukee Bucks (1983/84) | 876    | 5.899                | 19               | 4.664       | 16.481        | 18,8               | 1991                                    |
| 0111  | Nikola Vučević        | Montenegro                                      | C     | Philadelphia 76ers(2011/12) Orlando Magic (2012/13-2020/21) Chicago Bulls (2021/22–) | 955    | 7.017                | 868              | 1.539       | 16.441        | 17,2               | noch nicht möglich                      |
| 0112  | Jerry Stackhouse      | Vereinigte Staaten                              | SG/SF | Philadelphia 76ers (1995/96–1997/98) Detroit Pistons (1997/98–2001/02) Washington Wizards (2002/03–2003/04) Dallas Mavericks (2004/05–2008/09) Milwaukee Bucks (2009/10) Miami Heat (2010/11) Atlanta Hawks (2011/12) Brooklyn Nets (2012/13) | 970    | 5.386                | 988              | 4.649       | 16.409        | 16,9               | —                                       |
| 0113  | Joe Dumars            | Vereinigte Staaten                              | SG/PG | Detroit Pistons (1985/86–1998/99) | 1.018  | 5.994                | 990              | 3.424       | 16.402        | 16,1               | 2006                                    |
| 0114  | Kyle Lowry            | Vereinigte Staaten                              | PG    | Memphis Grizzlies (2006/07–2008/09) Houston Rockets (2008/09–2011/12) Toronto Raptors (2012/13–2020/21) Miami Heat (2021/22–2023/24) Philadelphia 76ers (2023/24–) | 1.171  | 5.248                | 2.204            | 3.651       | 16.351        | 14,0               | noch nicht möglich                      |
| 0115  | Mike Conley Jr.       | Vereinigte Staaten                              | PG    | Memphis Grizzlies (2007/08–2018/19) Utah Jazz (2019/20–2022/23) Minnesota Timberwolves (2021/23–) | 1.155  | 5.734                | 1.900            | 2.957       | 16.325        | 14,1               | noch nicht möglich                      |
| 0116  | James Worthy          | Vereinigte Staaten                              | SF    | Los Angeles Lakers (1982/83–1993/94) | 926    | 6.878                | 117              | 2.447       | 16.320        | 17,6               | 2003                                    |
| 0117  | Stephon Marbury       | Vereinigte Staaten                              | PG    | Minnesota Timberwolves (1996/97–1998/99) New Jersey Nets (1998/99–2000/01) Phoenix Suns (2001/02–2003/04) New York Knicks (2003/04–2007/08) Boston Celtics (2008/09) | 846    | 5.769                | 991              | 3.768       | 16.297        | 19,3               | —                                       |
| 0118  | Andre Miller          | Vereinigte Staaten                              | PG    | Cleveland Cavaliers (1999/2000–2001/02) Los Angeles Clippers (2002/03) Denver Nuggets (2003/04–2006/07) Philadelphia 76ers (2006/07–2008/09) Portland Trail Blazers (2009/10–2010/11) Denver Nuggets (2011/12–2013/14) Washington Wizards (2013/14–2014/15) Sacramento Kings (2014/15) Minnesota Timberwolves (2015/16) San Antonio Spurs (2015/16) | 1.304  | 6.035                | 193              | 4.015       | 16.278        | 12,5               | —                                       |
| 0120  | Paul Arizin           | Vereinigte Staaten                              | SF    | Philadelphia Warriors (1950/51–1951/52) Philadelphia Warriors (1954/55–1961/62) | 713    | 5.628                | —                | 5.010       | 16.266        | 22,8               | 1978                                    |
| 0121  | Randy Smith           | Vereinigte Staaten                              | SG    | Buffalo Braves (1971/72–1978/79) Cleveland Cavaliers (1979/80–1980/81) New York Knicks (1981/82) San Diego Clippers (1982/83) Atlanta Hawks (1982/83) | 976    | 6.676                | 17               | 2.893       | 16.262        | 16,7               | —                                       |
| 0122  | Jrue Holiday          | Vereinigte Staaten                              | PG/SG | Philadelphia 76ers (2009/10–2012/13) New Orleans Pelicans (2013/14–2019/20) Milwaukee Bucks (2021/22–2022/23) Boston Celtics (2023/24–) | 1.022  | 6.367                | 1.547            | 1.964       | 16.245        | 15,9               | noch nicht möglich                      |
| 0123  | Juwan Howard          | Vereinigte Staaten                              | PF/C  | Washington Bullets (1994/95–2000/01) Dallas Mavericks (2000/01–2001/02) Denver Nuggets (2001/02–2002/03) Orlando Magic (2003/04) Houston Rockets (2004/05–2006/07) Dallas Mavericks (2007/08) Denver Nuggets (2008/09) Charlotte Bobcats (2008/09) Portland Trail Blazers (2009/10) Miami Heat (2010/11–2012/13)                                    | 1.208  | 6.543                | 6                | 3.067       | 16.159        | 13,4               | —                                       |
| 0124  | Derek Harper          | Vereinigte Staaten                              | PG    | Dallas Mavericks (1983/84–1993/94) New York Knicks (1993/94–1995/96) Dallas Mavericks (1996/97) Orlando Magic (1997/98) Los Angeles Lakers (1998/99) | 1.199  | 6.191                | 1.070            | 2.554       | 16.006        | 13,3               | —                                       |
| 0125  | Rasheed Wallace       | Vereinigte Staaten                              | PF/C  | Washington Bullets (1995/96) Portland Trail Blazers (1996/97–2003/04) Atlanta Hawks (2003/04) Detroit Pistons (2003/04–2008/09) Boston Celtics (2009/10) New York Knicks (2012/13) | 1.109  | 6.320                | 1.086            | 2.280       | 16.006        | 14,4               | —                                       |
| 0126  | Amar'e Stoudemire     | Vereinigte Staaten Israel                       | PF/C  | Phoenix Suns (2002/03–2009/10) New York Knickerbockers (2010/11–2014/15) Dallas Mavericks (2014/15) Miami Heat (2015/16) | 846    | 5.911                | 30               | 4.142       | 15.994        | 18,9               | —                                       |
| 0132  | Detlef Schrempf       | Deutschland Vereinigte Staaten                  | SF/PF | Dallas Mavericks (1985/86–1988/89) Indiana Pacers (1988/89–1992/93) Seattle SuperSonics (1993/94–1998/99) Portland Trail Blazers (1999/2000–2000/01) | 1.136  | 5.400                | 475              | 4.486       | 15.761        | 13,9               | —                                       |
| 0133  | Nikola Jokić          | Serbien                                         | C     | Denver Nuggets (2015/16–) | 730    | 6.056                | 784              | 2.835       | 15.731        | 21,5               | noch nicht möglich                      |
| 0170  | Al Horford            | Dominikanische Republik                         | PF/C  | Atlanta Hawks (2007/08–2015/16) Boston Celtics (2016/17–2018/19) Philadelphia 76ers (2019/20) Oklahoma City Thunder (2020/21) Boston Celtics (2021/22–) | 1.126  | 6.009                | 947              | 1.591       | 14.556        | 12,9               | noch nicht möglich                      |
| 0194  | Manu Ginóbili         | Argentinien Italien                             | SG    | San Antonio Spurs (2002/03–2017/18) | 1.057  | 4.584                | 1.495            | 3.380       | 14.043        | 13,3               | noch nicht möglich                      |
| 0207  | Peja Stojaković       | Serbien Griechenland                            | SF    | Sacramento Kings (1998/99–2005/06) Indiana Pacers (2005/06) New Orleans Hornets (2006/07–2010/11) Toronto Raptors (2010/11) Dallas Mavericks (2010/11) | 804    | 4.825                | 1.760            | 2.237       | 13.647        | 17,0               | —                                       |
| 0217  | Vlade Divac           | Serbien                                         | C     | Los Angeles Lakers (1989/90–1995/96) Charlotte Hornets (1996/97–1997/98) Sacramento Kings (1998/99–2003/04) Los Angeles Lakers (2004/05) | 1.134  | 5.205                | 100              | 2.888       | 13.398        | 11,8               | 2019                                    |
| 0219  | Luol Deng             | Sudsudan Vereinigtes Konigreich                 | SF    | Chicago Bulls (2004/05–2013/14) Cleveland Cavaliers (2013/14) Miami Heat (2014/15–2015/16) Los Angeles Lakers (2016/17–2017/18) Minnesota Timberwolves (2018/19) | 902    | 5.130                | 658              | 2.443       | 13.361        | 14,8               | noch nicht möglich                      |
| 0237  | Rik Smits             | Niederlande                                     | C     | Indiana Pacers (1988/89–1999/2000) | 867    | 5.301                | 3                | 2.266       | 12.871        | 14,8               | —                                       |
| 0239  | Mychal Thompson       | Bahamas                                         | C/PF  | Portland Trail Blazers (1978/79–1985/86) San Antonio Spurs (1986/87) Los Angeles Lakers (1986/87–1990/91) | 935    | 5.191                | 1                | 2.427       | 12.810        | 13,7               | —                                       |
| 0254  | Goran Dragić          | Slowenien                                       | PG    | Phoenix Suns (2008/09–2010/11) Houston Rockets (2011/12) Phoenix Suns (2012/13–2014/15) Miami Heat (2015/16–2020/21) Toronto Raptors (2021/22) Brooklyn Nets (2021/22) Chicago Bulls (2022/23) Milwaukee Bucks (2023/24) | 946    | 4.605                | 1.150            | 2.208       | 12.568        | 13,3               | noch nicht möglich                      |
| 258   | Marc Gasol            | Spanien                                         | C     | Memphis Grizzlies (2008/09–2018/19) Toronto Raptors (2018/19-2019/20) Los Angeles Lakers (2020/21) | 891    | 4.635                | 431              | 2.813       | 12.514        | 14,0               | noch nicht möglich                      |

Anmerkungen: *
1. 1 2 3 4 5 6 7 8 9 10 11 12 13 14 15 16 17 18 19 20 21  Spieler ist im aktuellen Kader in der Saison 2024/25.
2. ↑  Am 6. Oktober 1993 trat Jordan zum ersten Mal zurück.
3. ↑  Am 18. März 1995 feierte Jordan sein erstes Comeback.
4. ↑  Am 13. Januar 1999 trat Jordan zum zweiten Mal zurück.
5. ↑  Am 25. September 2001 feierte Jordan sein zweites Comeback.
6. ↑  Ab 1962 San Francisco Warriors.
7. ↑  Ab 1971 Houston Rockets.
8. ↑  In der Saison 1972/73 Baltimore Bullets, in der Saison 1973/74 Washington Capitals.
9. ↑  Bis 1960 Minneapolis Lakers.
10. ↑  Bis 1963 Syracuse Nationals.
11. ↑  In der Saison 1961/62 Chicago Packers, in der Saison 1962/63 Chicago Zephyrs.
12. ↑  Bis 1955 Milwaukee Hawks.
13. ↑  In der Saison 1962/63 Syracuse Nationals.
14. ↑  In der Saison 1963/64 Philadelphia 76ers.
15. ↑  Barry stand 1967–1972 in der ABA unter Vertrag.
16. ↑  In der Saison 1970/71 San Diego Rockets.
17. ↑  Bis 1968 St. Louis Hawks.
18. ↑  1993 trat Johnson wegen seiner HIV-Infektion zum ersten Mal zurück.
19. ↑  In der Saison 1984/85 Kansas City Kings.
20. ↑  In der Saison 1988/89 konnte Willis aufgrund einer Knieverletzung nicht spielen.
21. ↑  2005 trat Willis zum ersten Mal zurück.
22. ↑  Bis 2012 New Jersey Nets.
23. ↑  1963 trat Cousy zum ersten Mal zurück.
24. ↑  Ab der Saison 1972/73 Kansas City-Omaha Kings, in der Saison 1975/76 Kansas City Kings.
25. ↑  In der Saison 1977/78 konnte Archibald aufgrund einer Achillesfersenverletzung nicht spielen.
26. ↑  Arizin verpasste die Saisons 1952/53 und 1953/54, da er den US-Marines beigetreten war.
27. ↑  In der Saison 1978/79 San Diego Clippers.
28. ↑  Ab 1997 Washington Wizards.
29. ↑  Am 25. Juni 2010 trat Wallace zum ersten Mal zurück.
30. ↑  In der Saison 1979/80 konnte Thompson aufgrund einer Beinverletzung nicht spielen.
31. ↑  Am 31.12.2023 verkündete Dracić sein Karriereende.